# 阿沃吕 (厄尔-卢瓦省)
阿沃吕（法語：Havelu，法語發音：[avly]）是法国厄尔-卢瓦省的一个市镇，属于德勒区。

## 地理
阿沃吕（48°47'15"N, 1°32'2"E）面积3.7 平方千米，位于法国中央-卢瓦尔河谷大区厄尔-卢瓦省，该省份为法国北部内陆省份，北起顺时针与厄尔省、伊夫林省、埃松省、卢瓦雷省、卢瓦-谢尔省、萨尔特省和奧恩省接壤。
与阿沃吕接壤的市镇（或旧市镇、城区）包括：圣吕班德拉艾、古桑维尔、马尔舍宰、比镇、古桑维尔。

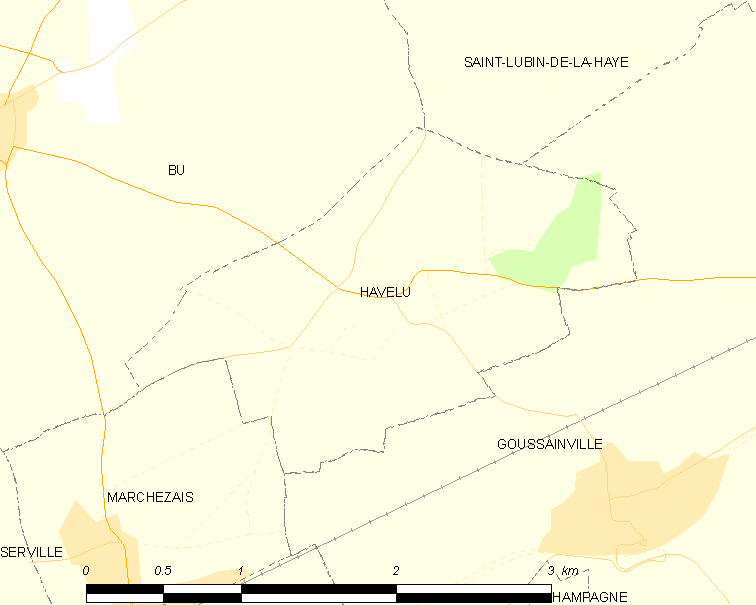
的OSM定位图

阿沃吕的时区为UTC+01:00、UTC+02:00（夏令时）。

## 行政
阿沃吕的邮政编码为28410，INSEE市镇编码为28193。

## 政治
阿沃吕所属的省级选区为阿内特县。

## 人口

1962-2008年间人口变化图示

阿沃吕于2022年1月1日时的人口数量为131人。